# クレディ・アグリコル・コーポレート・アンド・インベストメント・バンク
クレディ・アグリコル・コーポレート・アンド・インベストメント・バンク（クレディ・アグリコル・CIB、Crédit Agricole Corporate and Investment Bank）は、フランスの金融機関クレディ・アグリコル（CA）グループ傘下の投資銀行。
従業員数は13,000人、世界58か国において、幅広い投資銀行業務を展開している。
親会社であるCAの強固な財務基盤を背景に、高い信用力を備え、ヨーロッパを中心とした金融市場において高い収益力を誇る。
日本では、前身組織が1936年から支店を設置しており、現在ではクレディ・アグリコル証券会社、クレディ・アグリコル銀行の名で業務を営む。

## 沿革
- 2004年5月: それまでのCAの投資銀行部門であったインドスエズ（Indosuez）に、クレディ・リヨネ（Crédit Lyonnais）から法人営業が譲渡されてカリヨンとして発足
- 2010年2月6日 現商号に変更

## 経営
クレディ・アグリコル・CIBの内部部局は大きく2つ、キャピタルマーケッツ/インベストメントバンク部門とファイナンス部門がある。